# خوان مانوئل سالادینو
خوان مانوئل سالادینو (اسپانیایی: Juan Manuel Saladino‎؛ زادهٔ ۲۸ سپتامبر ۱۹۸۷) بازیکن هاکی روی چمن اهل آرژانتین است که در مسابقات کشوری و بین‌المللی در مجموع برندهٔ ۱ مدال طلا شده‌است.